# جان براف
جان براف (John Brough) (۱۷ سپتامبر ۱۸۱۱–۲۹ اوت ۱۸۶۵)، سیاستمدار دموکرات و اهل ایالت اوهایو بود. او در سال‌های پایانی جنگ داخلی آمریکا به عنوان بیست و ششمین فرماندار ایالت اوهایو خدمت کرد و مدت کوتاهی پس از پایان جنگ از اثر ابتلا به بیماری قانقاریا درگذشت.

## اوایل زندگی و حرفه
براف که در شهر ماریتای اوهایو از پدر مهاجر انگلیسی و مادر متولد پنسیلوانیا به دنیا آمده بود، در سن یازده سالگی یتیم شد. او برای تأمین مخارج زندگیش شاگرد یک چاپخانه شد و بعداً در دانشگاه اوهایو سه سال به صورت نیمه‌وقت تحصیل کرد و به عنوان گزارشگر برای نشریهٔ «آینه آتن» به صورت پاره وقت کار کرد. او در ماریتا و بعد در لنکستر روزنامه‌نگار شد؛ جاییکه او و برادرش چارلز «عقاب اوهایو»، روزنامهٔ طرفدار حزب دموکرات را خریداری کردند.
براف مدت دو سال به عنوان منشی در سنای ایالت اوهایو خدمت کرد، (جاییکه او به عنوان خبرنگار مرکز برای روزنامهٔ خودش و همچنین روزنامهٔ «دولتمرد اوهایو» نیز کار کرد). او در سال ۱۸۳۷ به عنوان یک دموکرات به نمایندگی از ناحیهٔ فیرفیلد-هوکینگ به مجلس نمایندگان ایالت اوهایو راه یافت و از سال ۱۸۳۸ تا ۱۸۳۹ در سمت رئیس کمیتهٔ بانک‌ها و ارز خدمت کرد. او بعداً سمت حسابرس ایالتی را به عهده گرفت و تا سال ۱۸۴۵ در این سمت خدمت کرد تا این‌که ویگ‌ها (اعضای حزب محافظه‌کار سنتی ویگ) با پیروزی در انتخابات ۱۸۴۴ اکثر دموکرات‌های ایالت را از قدرت بیرون کردند.
براف از سال ۱۸۴۰ تا ۱۸۴۳ متولی دانشگاه اوهایو بود.
در سال ۱۸۴۱، او و برادرش نشریهٔ «اعلان‌کننده سینسیناتی» را خریداری و آن را با عنوان «استفسارگر سینسیناتی» نام‌گذاری کردند. براف بعداً به ایالت ایندیانا نقل مکان کرد و وارد تجارت راه‌آهن شد و در سال ۱۸۴۸ ریاست راه‌آهن «مدیسون و ایندیاناپولیس» را به عهده گرفت. او بعداً عهده‌دار ریاست راه‌آهن «بلفونتاین و ایندیانا» شد.
او به دلیل مدیریتی که منجر به مبدل شدن راه‌آهن مدیسون به محل اصلی بسته‌بندی گوشت خوک در سطح ملی شد، معروف است. اما بعدها این خط آهن قربانی رقابت‌ها شد. ثمرهٔ رقابت وی با خطوط آهن رقیب ساخت دو تونل به هدف جلوگیری از شیب‌های تند در خط آهن مدیسون بود. شرکت در جریان دو سال، بیش از ۳۰۰ هزار دلار را در زمینهٔ ساخت‌وساز به مصرف رساند و این تلاش‌ها در سال ۱۸۵۵ متوقف شد. این پروژه در میان مردم به «حماقت براف» معروف شده بود و در سال ۱۸۵۳ وقتی راه‌آهن مدیسون با یک شرکت راه‌آهن دیگر دستخوش یک ادغام کوتاه‌مدت شد، براف آنرا ترک کرد.
براف مردی سختکوش و از لحاظ فیزیکی درشت‌اندام و تنومند بود. شرکت راه‌آهن به افتخار او یکی از موتورهای خود را به «جان براف» نامگذاری کرد؛ وقتی این موتور به تاریخ د ۱۰ مه سال ۱۸۵۰ به شرکت مدیسون آورده شد، یک روز بعد پیام‌رسان شرکت نظر زیر را که در اول ماه ژوئن همان سال در «مجلهٔ علمی آمریکا» به چاپ رسید، بیان کرد: «به ما گفته شده که این موتور به دلیل وزن زیاد و ظرفیت عالی تجاری که دارد، جان براف نامیده می‌شود».

## فرماندار اوهایو
جمهوری‌خواهان و دموکرات‌های حامی جنگ در اوهایو که از مدیریت دیوید تاد، فرماندار این ایالت ناراضی بودند، به تاریخ ۱۰ ژوئن سال ۱۸۶۳ به جان براف-در پی سخنرانی وی در زادگاهش ماریتا به حمایت از حزب اتحاد- رو آوردند. او با حمایت حزب اتحاد و تاحدی به دلیل حمایت قوی‌تر او نسبت به تاد از دیدگاه ضد برده‌داری که از دلایل جنگ شمال بود، در سمت فرمانداری انتخاب شد. براف که به نمایندگی از حزب اتحاد در انتخابات پیروز شد، یگانه فرماندار اوهایو است که نه دموکرات و نه هم جمهوری‌خواه بود. براف کلمنت والاندیگام، رهبر کاپرهیدها (دموکرات‌های صلح یا مخالفان جنگ داخلی آمریکا) را نیز شکست داد. این امر سبب شد تا رئیس‌جمهور آبراهام لینکن به براف بنویسد که: «شکوه بر خداوند، اوهایو ملت را نجات داد».
براف در ژانویهٔ سال ۱۸۶۴ کارش را (به عنوان فرماندار) آغاز کرد. والترهاویگهرست، مورخ اهل اوهایو از براف به عنوان «مردی گاو نر مانند و با نیروی محرک» توصیف کرده‌است و ریچارد اچ. ابوت نوشته‌است که او «به سیاست‌های خشن و همطراز با خلق و خویش شهرت داشت…(و او) مردی رک، صریح و گستاخ که عاشق جویدن تنباکو بود (که به این ترتیب) با دو سلف خوش‌تیپ و با وقارش ویلیام دنیسون و دیوید تاد کاملاً متضاد جلوه می‌کرد.»
براف به عنوان فرماندار، قویاً از سیاست جنگ دولت لینکن حمایت کرد و برای ترغیب فرمانداران ایالت‌های غرب میانه جهت تشکیل هنگ‌های ۱۰۰ روزه (داوطلبان جنگ برای خدمت صد روزه در ارتش) در اوایل سال ۱۸۶۴، عنصری کلیدی بود تا نیروهای کارکشتهٔ بیشتری برای شرکت در مبارزات بهاری ژنرال اولیسس گرانت به خدمت گرفته شود. اوهایو بیش از ۳۴ هزار سرباز آماده کرد و در میان پنج ایالت دخیل در جنگ (ایندیانا، ایلینوی، آیوا و ویسکانسین) یگانه ایالتی بود که بیش از سهمیهٔ خود سرباز فراهم کرد. براف در سال ۱۸۶۴ با وجود دسایس سالمون پی. چیس، پسر محبوب اوهایو از انتخاب مجدد لینکن حمایت کرد و به گونه‌ای خستگی‌ناپذیر تلاش کرد تا به سربازان ایالتی در میدان نبرد کمک کند. وقتی چیس از سمت وزیر خزانه‌داری استعفا کرد، براف در آن سمت پیشنهاد شد؛ اما وی این پیشنهاد را رد کرد تا در سمت فرماندار باقی بماند.
با پایان یافتن جنگ در سال ۱۸۶۵، ائتلاف حامیان حزب اتحاد فروپاشید و جمهوری‌خواهان پیروز به دنبال کاندیدا در جاهای دیگر می‌گشتند. در ۱۵ ژوئن همان سال، براف اعلام کرد که او به دنبال نامزد شدن دوباره برای احراز کرسی فرمانداری نیست، اما پیشنهاد نامزدی در این سمت را رد نخواهد کرد. او پیشنهادی دریافت نکرد. در تابستان آن سال، براف در حیات مجلس ایالتی لغزید، دستش کبود شد و مچ پایش شدیداً پیچ خورد. استفادهٔ او از عصا با گذشت زمان باعث التهاب (در ناحیهٔ مچ پا) و در نهایت منجر به ابتلا به بیماری قانقاریا شد. ابوت نوشته‌است که براف «تمام تلاش خود را برای خدمت‌گذاری به ایالتش به کار بست (و این کار را) با توانایی و انرژی‌ای که داشت انجام داد». ریچارد سی. ناپف، یکی از مورخان نوشته‌است: «هر چیزی که در مورد تعصب (نسبت به حزب) و عدم وقار شخصیتی براف گفته شود، با آنهم چیزی که وی را متبارز می‌سازد، ظرفیت، صداقت، استقامت و روحیهٔ سرشار ملی او بود».

## زندگی خصوصی و مرگ
براف دوبار ازدواج کرده بود و هفت فرزند داشت. وی در سال ۱۸۳۲ با آچساه پی. پرودن که اهل آتن (شهری در ایالت جورجیای آمریکا) بود، ازدواج کرد. براف از وی دو فرزند داشت. پرودن در ۸ سپتامبر سال ۱۸۳۸ در لنکستر وفات کرد. براف در سال ۱۸۴۳ با کارولین ای. نلسون از اهالی کلمبوس در لویستاون پنسیلوانیا ازدواج نمود که ثمرهٔ ازدواج آنان پنج فرزند بود.
جان براف در ۲۹ اوت سال ۱۸۶۵، درست ۱۹ روز پیش از تولید پنجاه‌وچهار سالگیش در جریان وظیفه درگذشت. او در گورستان وودلند در شهر کلیولند به خاک سپرده شد.
براف به دلیل خدماتش به عنوان فرماندار در جریان جنگ داخلی، با نصب یک تابلوی کامل برنزی در بنای یادبود از سربازان و ملوانان شهرستان کویاهوگا در شهر کلیولند ایالت اوهایو مفتخر شده‌است.

## کتابشناسی
- Eicher, John H.; Eicher, David J.; Simon, John Y. (2001). Civil War High Commands. Palo Alto, Calif.: Stanford University Press. ISBN 978-0-8047-3641-1.